# Зархи, Александр Григорьевич
Алекса́ндр Григо́рьевич Зархи́ (первоначально Алекса́ндр Ге́целевич За́рхи; 5 (18) февраля 1908, Санкт-Петербург — 27 января 1997, Москва) — советский кинорежиссёр и сценарист, литератор, мемуарист, общественный деятель. Герой Социалистического Труда (1978). Народный артист СССР (1969). Лауреат двух Сталинских премий (1941, 1946).

## Биография
Александр Зархи родился в Санкт-Петербурге, в семье переплётного мастера, владельца «Типографии Г. И. Зархи» на Симеоновской улице, дом № 3 Григория Исаевича (Гецела Шаевича) Зархи (1870—1910) и Елизаветы Ефимовны (Рейзи Хаимовны) Зархи (1868—1953). Был младшим ребёнком и рано остался без отца. После смерти отца типографию (теперь «Типография Р. Х. Зархи» в Эртелевом переулке, дом № 8) возглавила мать будущего режиссёра. В юности сам работал в типографии «Омега» на Международном проспекте, дом № 41, которой владел его дед Шая Бейнушевич Зархи, а позже дядя — Семён Исаевич (Залман Шаевич) Зархи, дантист, типограф и литератор. В период НЭПа мать режиссёра вместе со своей сестрой открыла в бывшем помещении своей типографии магазин (улица Белинского, дом № 3); в этом же доме жила вся семья.
В 1927 году окончил Ленинградский государственный фотокинотехникум (ныне Санкт-Петербургский государственный институт кино и телевидения). В 1927—1928 годах учился в Ленинградском Пролеткульте на киноотделении.
Начиная с 1929 года работал на ленинградской кинофабрике «Совкино» (ныне «Ленфильм»), где совместно с И. Е. Хейфицем организовал молодёжное объединение — «1-ю комсомольскую постановочную бригаду», которая в 1930 и 1931 годах выпустила их первые совместные фильмы «Ветер в лицо» и «Полдень». Работал на киностудиях Ташкента, Тбилиси, Баку, Минска.
Начиная с 1952 года переходит к индивидуальной режиссуре. С 1955 года — режиссёр киностудии «Мосфильм».
В 1963—1964 годах читал курсы лекций «Сценарий и актёр», «Беседа о кинорежиссуре» на режиссёрском отделении Высших курсов сценаристов и режиссёров . Автор книг мемуарной прозы.
Член Союза писателей СССР (1947). Член Союза кинематографистов СССР (1957). Член КПСС с 1948 года.
Умер 27 января 1997 года в Москве. Похоронен на Новодевичьем кладбище (участок № 10).

### Семья
- Дочь — Нина Александровна Зархи (1946—2017), кинокритик, киновед.
  - Внучка  — Екатерина Владимировна Сканави, пианистка.

## Звания и награды
- Герой Социалистического Труда (28.02.1978)
- Народный артист РСФСР (25.05.1965)
- Народный артист СССР (29.09.1969)
- Сталинская премия второй степени (1941) — за фильм «Депутат Балтики» (1936)
- Сталинская премия первой степени (1946) — за фильм «Разгром Японии» (1945)
- Орден Ленина (1978)
- Орден Октябрьской Революции (22.08.1986)
- Три ордена Трудового Красного Знамени (в т.ч. 1940)[26]
- Медаль «За доблестный труд в Великой Отечественной войне 1941—1945 гг.»
- Медали
- Иностранные награды
- Международная выставка современных декоративных и промышленных искусств в Париже (1937, Гран-при, фильм «Депутат Балтики»)
- Венецианский кинофестиваль (1946, Латунная медаль за фильм «Депутат Балтики»)
- Кинофестиваль в Карловых Варах (1957, Главный приз, фильм «Высота»)
- Международный кинофестиваль в рамках VI Всемирного фестиваля молодёжи и студентов (Москва, 1957, Золотая медаль, фильм «Высота»)
- Всесоюзный кинофестиваль (Москва, 1958, Особый приз, фильм «Высота»)

## Фильмография

### Кинорежиссёр
- 1928 — Песнь о металле (совместно с И. Хейфицем, В. Гранатманом и М. Шапиро)
- 1930 — Ветер в лицо (совместно с И. Хейфицем)
- 1931 — Полдень (совместно с И. Хейфицем)
- 1933 — Моя Родина (совместно с И. Хейфицем)
- 1935 — Горячие денёчки (совместно с И. Хейфицем)
- 1936 — Депутат Балтики (совместно с И. Хейфицем)
- 1939 — Член правительства (совместно с И. Хейфицем)
- 1942 — Его зовут Сухэ-Батор[27] (совместно с И. Хейфицем)
- 1944 — Малахов курган (совместно с С. Деревянским и И. Хейфицем)
- 1945 — Разгром Японии (документальный) (совместно с И. Хейфицем)
- 1946 — Во имя жизни (совместно с И. Хейфицем)
- 1948 — Драгоценные зёрна (совместно с И. Хейфицем)
- 1950 — Огни Баку (совместно с Р. Тахмасибом и И. Хейфицем)
- 1951 — Колхоз «Рассвет» (документальный)
- 1952 — Павлинка (телеспектакль)
- 1955 — Нестерка
- 1957 — Высота
- 1959 — Люди на мосту
- 1962 — Мой младший брат
- 1963 — Здравствуй, жизнь!
- 1967 — Анна Каренина
- 1973 — Города и годы
- 1976 — Повесть о неизвестном актёре
- 1980 — Двадцать шесть дней из жизни Достоевского
- 1986 — Чичерин

### Сценарист
- 1928 — Луна слева (совместно с И. Хейфицем, В. Гранатманом и М. Шапиро)
- 1929 — Транспорт огня (совместно с И. Хейфицем и А. Ивановым)
- 1931 — Полдень (совместно с И. Хейфицем и А. Колбановским)
- 1933 — Моя Родина (совместно с М. Блейманом и И. Хейфицем)
- 1935 — Горячие денёчки (совместно с И. Хейфицем)
- 1936 — Депутат Балтики (совместно с И. Хейфицем, Л. Любашевским и Л. Рахмановым)
- 1939 — Член правительства (совместно с Е. Виноградской и И. Хейфицем)
- 1942 — Его зовут Сухэ-Батор[27] (совместно с И. Хейфицем, Б. Лапиным и З. Хацревиным)
- 1944 — Малахов курган (совместно с Б. Войтеховым и И. Хейфицем)
- 1945 — Разгром Японии (документальный) (совместно с И. Хейфицем)
- 1946 — Во имя жизни (совместно с И. Хейфицем, Е. Габриловичем и С. Ермолинским)
- 1962 — Мой младший брат (совместно с В. Аксёновым и М. Анчаровым)
- 1967 — Анна Каренина (совместно с В. Катаняном)
- 1973 — Города и годы (совместно с В. Валуцким)
- 1976 — Повесть о неизвестном актёре (совместно с В. Валуцким)
- 1986 — Чичерин (совместно с В. Логиновым)

### Участие в фильмах
- 1995 — Николай Рыбников (из цикла телепрограмм канала ОРТ «Чтобы помнили») (документальный)
- 2005 — Легенды мирового кино (из цикла телевизионных художественно-постановочных программ телеканала «Культура»).